# 캐나다전투기념비
캐나다전투기념비(캐나다戰鬪記念碑)는 대한민국 경기도 가평군에 위치한 기념비이다. 6.25 전쟁 당시 가평 전투에서 활약했던 캐나다군을 기념하기 위해 건립되었다.

## 같이 보기
- 재한유엔기념공원